# Sarah Jessica Parker
Sarah Jessica Parker (sinh ngày 25 tháng 3 năm 1965) là một diễn viên, nhà sản xuất phim kiêm nhà thiết kế thời trang người Mỹ. Cô được biết đến với vai chính Carrie Bradshaw trong loạt phim truyền hình Sex and the City của đài HBO (1998–2004). Phim mang về cho Sarah hai giải Emmy: một ở hạng mục Sê-ri phim hài nổi bật (với tư cách nhà sản xuất) năm 2001 và một ở hạng mục Nữ diễn viên chính nổi bật trong sê-ri phim hài năm 2004. Cô đồng thời giành thêm bốn giải Quả cầu vàng: một cho giải Nữ diễn viên xuất sắc nhất trong sê-ri phim hài và ba cho giải Nhóm diễn viên xuất sắc. Cô tiếp tục góp mặt trong phiên bản điện ảnh của phim là Sex and the City (2008) và Sex and the City 2 (2010).
Tạp chí Time đã ghi tên cô vào danh sách 100 người có tầm ảnh hưởng nhất thế giới vào năm 2022.